# Hifoquitridiomicets
Els hifoquitridiomicets (Hyphochytridiomycetes) són un petit grup protista del tipus fungoide (pseudofong), de vegades considerat cromalveolat, amb 16 espècies conegudes. La seva zoòspora es distingeix pel fet de presentar un flagel anterior. També tenen un sistema vegetatiu del tipus hifa o rizodial (per això el seu prefix hypho-).
Alternativament aquest grup es pot posar al nivell de fílum; aleshores el grup s'anomena com Hyphochytridiomycota. De vegades es veuen les versions alternatives: Hypochytridiomycota, Hypochytridiomycetes, Hyphochytriomycota, o Hyphochytriomycetes
Actualment, els Chytridiomycota són considerats fongs veritables, però els altres dos grups són considerats del regne Protista.